# Gonatista phryganoides
Gonatista phryganoides är en bönsyrseart som beskrevs av Jean Guillaume Audinet Serville 1839. Gonatista phryganoides ingår i släktet Gonatista och familjen Liturgusidae. Inga underarter finns listade i Catalogue of Life.